# Piercia dryas
Piercia dryas är en fjärilsart som beskrevs av Louis Beethoven Prout 1915. Piercia dryas ingår i släktet Piercia och familjen mätare. Inga underarter finns listade i Catalogue of Life.